# Заштитни омотач ракете-носача
Заштитни омотач ракете-носача је конструкција која штити сателит, или неку другу свемирску летелицу, на врху ракете-носача од динамичког притиска и аеродинамичког загревања током лета кроз атмосферу. По изласку из густог дела атмосфере, заштитни омотач се одбацује. У овом тренутку могуће је приметити мањи механички шок ракете и краткотрајни али нагли пораст у убрзању (због губитка масе омотача). Типичан облик заштитног омотача је комбинација купастог врха и цилиндричног тела, због аеродинамичких сила. Поред ових, постоје и заштитни омотачи посебне намене. Врста омотача која се при одбацивању дели на два дела назива се „шкољкасти”, јер личи на два капка љуштуре шкољке.
У појединим случајевима заштитни омотач обухвата не само сателит већ и горњи степен ракете-носача.
Уколико је поред за степен ракете сателит повезан и са заштитним омотачем, савијање омотача и вибрације могу утицати на осетљиву летелицу.

## Произвођачи
- – швајцарска компанија са седиштем у Цириху, је добављач заштитних омотача за ракете Аријана 5[3], као и омотача пречника 5,4 метра за Атлас V.[4]
- Комапнија Спејс екс производи омотаче које користи на својим ракетама Фалкон 9.[5]

## Галерија
- Затварање телескопа Кеплер у заштитни омотач РН Делта II
- Тест омотача РН Аријана 5
- Инсталирање омотача за летелицу Боинг X-37B АРВ
- Енкапсулација сонде
Нови хоризонти
- Сателит TDRS K унутар једне половине омотача